# Астерикс галски јунак
Астерикс галски јунак (фр. Astérix le Gaulois) је прва епизода серије стрипова о Астериксу, који је писао Рене Госини и цртао Албер Удерзо. Првобитно је објављиван у француском часопису Пилот од бр.1 (29. октобар 1959.) до броја 38(14. јул 1960.). Прва страница се појавила у промотивном нултом броју овог часописа 1. јуна 1959. Ова прва страна се може посматрати као једна мала прича, сам цртеж се битно разликује од остатка стрипа. Први пут као засебан албум објављен је 1961. у оквиру едиције Пилот колекција и штаман је у 6000 примјерака. До сада је доживио седам реиздања у Француској. Оригинална 35. страна стрипа је изгубљена, па је за потребе нових издања ову таблу, по узору на оригиналну страницу, нацртао брат Алберов брат Марсел Удерзо. Примјетне су разлике у цртању. Идеја да Верцингеторикс баца оружје под ноге Цезару била је прва Госинијева асоцијација када је заједно са Удерзом поставио временске и просторне одреднице за нови стрип.
Инспирација за идеју да се радња смјести у мало село под окупацијом је скривена дубоко у подсвјести оба аутора. Наиме, Удерзо води поријекло из малог села у близини Венеције којег су у 5. вијеку разорили Хуни под вођством Атиле; Госинијева мајка је била јеврејка која је избјегла из малог мјеста у Украјини под погромима од стране Совјета. Избор позиције галског села је пао на Идреза. Изабрао је Арморику подстакнут лијепим сјећањем на место у које је избјегао за вријеме Другог свјетског рата, и на „срећне људе“ који тамо живе.
У Француској је 1967. године изашао истоимени цртани филм. Иако сами Госини и Удерзо нису учествовали у продукцији, адаптација је изузетно вјерна. Упркос томе, филм није доживио најсрећнији пријем од стране публике. Разлог треба тражити у хумору који су аутори генијално пренијели на папир, а који није био предвиђен за филмску адаптацијуа. У Ле Мондовој анкети "100 књига вијека" из 1999. коју су спровели паришки лист Ле Монд и француски малопродајни ланац трговина Фнак, Астерикс Гал је заузео 23. мјесто међу 100 књига 20. вијека.
Гугл је 29. октобра 2009. интегрисао у свој лого Астерикса и Обеликса Гугл прослављајући 50. годишњицу прве публикације.
Као албум ова епизода је у СФРЈ објављена 1975. у првом броју едиције "Астериксовог забавника" у издању "Маркетпринт" из Новог Сада. У оквиру 8 броја стрип часописа "Бисер стрип" који су издавале "Дечије новине" из Горњег Милановца ова епизода је објављена под насловом "Астерикс страшни гал". У стрип ревији "Стрипотека" коју је издавао "Маркетпринт" из Новог Сада објављена је у четири дијела од којих је сваки наставак носио посебан наслов: "Лажни гал" (број 93), "Ухода је побегао" (број 94), "Астерикс заробљеник" (број 95) и "Ум царује" (број 96). Ова епизода је поново објављена у истој ревији у бројевима 660 и 661. Наредно издање је објављено у СРЈ 1995. у оквиру "Политикиног забавника". Чаробна књига је ову епизоду објавила у оквиру интегралног албума број 1, 2018. године.

## Радња
Цијела област Галије је под римском контролом, осим једног малог села Галовиума у Арморици (данашња Бретања), чије становнике непобједивим чини чаробни напитак који прави друид Аспириникс. Да би открио тајну галске непобједивости, центурион Кајус Бонус, командант римског гарнизона у утврђеном логору Петибонум, шаље шпијуна Калигулу Минуса прерушеног у Гала у село. Недуго пошто је открио постојање чаробног напитка, Гали откривају шпијуна након што му отпадну лажни бркови. Успјевши да побјегне он извјештава центуриона о свом открићу. Центурион, који се нада да ће помоћу чаробног напитка збацити Јулија Цезара, наређује да се Аспириникс ухвати и да се испита због рецептата. Међутим Аспириникс одбија да преда рецепт. Астерикс сазнаје за Аспириниксово хапшење од једног трговца воловима, уз чију се помоћ инфилтрира у логор гдје сазнаје центурионове намјере док их износи свом замјенику. Слиједећи Астериксов приједлог, Аспириникс се претвара да пристаје на центурионов захтјев за напитак, након што се Астерикс претвара да није у могућности да издржи мучење (које није ни почело). Аспириникс тражи од центуриона важан састојак за напитак - јагоде, којима није сезона. Док легионари центуриона Бонуса покушавају да пронађу јагоде, Астерикс и Аспириникс уживају у релативном луксузу; а када јагоде стигну, поједу их све на запрепашћење центуриона којег тјеше да се напитак може направити и без њих. Након што су пронашли све састојке, Аспириникс уз Астериксову помоћ припрема напитак који изазива убрзани раст косе и браде код особа које га конзумирају. Убрзо свим легионарима у логору расте коса и брада. Центурион преклиње Аспириникса да направи противотров, друид аспириникс прави у казану супу од поврћа (знајући да ће дјеловање напитка за убрзани раст косе и браде ускоро престати), а у мањем казану спрема чаробни напитак за Астерикса. Аспириникс и астерикс упијевају да побјегну из логора али набасају на римску војску коју предводи лићно Јулије Цезар. Након што од њих двојице сазнаје за центурионове планове против њега, у знак захвалности Цезар ослобађа Астерикса и Аспириникса, а центуриона и његов гарнизон кажњава. По повратку у село, у част повратка Астерикса и Аспириникса приређено је велико славље. 

## Занимљивости
- 1. страна, 3. ред, 2. панел – Обеликс носи сјекиру за појасом; овај детаљ је у каснијим цртежима избачен из разлога што упућује на насиље и дивљаштво у већој мјери него што су аутори замишљали.
- 2. страна, 5. страна – помоћник римског центуриона драстично мења изглед.
- Исто се дешава и са Јулијем Цезаром – прва и последња страна.
- 5. страна, Римљани играју игру „Музичка столица“.
- У овој епизоди, Аспириникс први и једини пут хода уз помоћ штапа све док га Римљани нису отели, након тога хода без штапа као и у свим наредним албумима
- 3. и 12. страна – видимо да је имела потребна за припрему чаробног напитка, а на 4. и 30. страни видимо да се могу додати јастог или јагоде по укусу.
- Обеликс још увијек нема своју праву улогу у овој авантури, Аспириникс је тај коме је додијељена улога другог јунака.
- Аспириникс говори како је Обеликс као беба упао у казан са чаробним напитком, касније ће се говорити да је упао док је био мали, односно дијете, мали дјечак. Ово је потврђено и у илустрованом албуму Како је Обеликс као мали упао у друидово казанче.
- Ово је једини албум гдје је Обеликс нацртан са длакама на рукама.
- У овој епизоди Гали редовно пију чаробни напитак, док у наредним авантурама то чине само по потреби.
- Аутоматикс у овој епизоди обрађује метал рукама, али у свим наредним албумима користи чекић.
- Аспириникс живи у колиби изван села, у осталим епизодама живи у селу.

## На другим језицима
- Албански: Gali Asteriks
- Арапски: أستريكس بطل الأبطالل
- Баскијски: Asterix Galiarra
- Бенгалски: গলযোদ্ধা অ্যাস্টেরিক্স
- Бугарски: Астерикс – Галът
- Каталонски: Astèrix el Gal
- Хрватски: Asteriks Gal
- Чешки: Asterix z Galie
- Дански: Asterix og hans gæve gallere
- Холандски: Asterix de Galliër
- Есперанто: Asteriks la Gaŭlo
- Естонски: Gallialane Asterix
- Фински: Asterix gallialainen
- Француски: Astérix le Gaulois
- Фризијски: Asterix de Galjer
- Гелски: Asterix an Ceilteach
- Галицијски: Astérix o Galo
- Њемачки: Asterix der Gallier
- Грчки: Αστερίξ ο Γαλάτης
- Хебрејски: אסטריקס הגאלי
- Хинди: एस्ट्रिक द गाल
- Мађарски: Asterix, a Gall
- Исландски: Ástríkur Gallvaski
- Индонежански: Asterix Prajurit Galia
- Италијански: Asterix il Gallico
- Ирски: Asterix na nGallach
- Латински: Asterix Gallus
- Мирандски: Asterix, L Goulés
- Норвешки: Asterix og hans tapre gallere
- Пољски: Przygody Gala Asteriksa
- Португалски: Astérix o Gaulês
- Румунски: Asterix, eroul galilor
- Руски: Астерикс из Галлии
- Српски: Астерикс, Галски јунак/Asteriks, galski junak
- Синхалешки: සූර පප්පා
- Словачки: Gal Asterix
- Словеначки: Asterix, galski junak
- Шпански: Asterix el Galo
- Шведски: Asterix och hans tappra galler
- Турски: Galyalı Asteriks
- Велшки: Asterix y Galiad

## Галерија
- Насловна страна интегралног албума у издању "Чаробне књиге"
- Бисер стрип број 8
- Насловна страна Астериксовог забавника